# گمینا رازانووو
گمینا رازانووو (به لهستانی:  Gmina Radzanowo) یک گمینا در لهستان است که در شهرستان پوتسک، استان ماسوویان واقع شده‌است.
 گمینا رازانووو ۱۰۴٫۳۲ کیلومتر مربع مساحت و ۷٬۳۲۲ نفر جمعیت دارد.